# Belvedere House (Calcutá)
Belvedere House é o antigo antigo palácio do Vice-Rei da Índia britânica e, mais tarde, do Governador de Bengala. O palácio encontra-se inserido num parque com 30 acres (120.000 m²). Fica localizado nas proximidades dos Jardins Zoológicos de Alipore, em Calcutá. Actualmente, acolhe a Biblioteca Nacional da Índia. 
O Governador-Geral residiu em Belvedere House, Calcutá, até ao início do século XIX, quando foi construído o Raj Bhavan. Em 1854, depois da mudança do Governador-Geral, o Tenente-Governador de Bengala tomou residência em Belvedere House. Quando a capital se mudou de Calcutá para Deli, em 1912, o Tenente-Governador de Bengala, que ainda residia em Belvedere House, foi promovido a Governador e transferiu-se para o Raj Bhavan.
Acredita-se que as bases de Belvedere House surgiram no final da década de 1760, aproximadamente da época em que Mir Jafar Ali Khan, o Nababo da província de Bengala, foi compelido pela Companhia Britânica das Índias Orientais a abdicar do seu trono em Murshidabad a favor de Qasim Khan, em 1760. Mir Jafar mudou-se para Calcutá, onde se pensa que terá possuído uma grande casa, e colocado dentro da segurança das fortificações da Companhia Britânica das Índias Orientais em Alipore. Acredita-se que, enquanto esteve em calcutá construiu muitos edifícios na área e deu Belvedere House a Warren Hastings.
Depois da Batalha de Buxar, em 1764, Hastings partiu para Inglaterra. Dois Governadores, Verelst e Cartier, ocuparam Belvedere durante o periodo em que Hastings esteve em Inglaterra. Hastings regressou a Calcutá, e a Belvedere House, como Governador, em 1772, acompanhado por uma certa Baronesa Inhoff a seu lado.
Os terrenos da Propriedade de Belvedere foram testemunhas de um duelo entre Warren Hastings e o seu oficial legal, Philip Francis. O duelo deve ter sido causado pela Baronesa Inhoff, que se estava com Hastings em Belvedere House, apesar de um historiador australiano, Arthur Staples, se tenha inclinado a concluír que o duelo seria o resultado de um conflito político entre os dois. 
Não existe muita clareza em volta deste periodo da história da Propriedade de Belvedere. Acredita-se que Hastings finalmente vendeu Belvedere House a um tal Major Tolly, na década de 1780, pela soma de 60.000 rúpias. O Major Tolly morreu em 1784 e a sua família vendeu a propriedade em 1802. Entre 1854 e 1911, Belvedere House acolheu numerosos Tenentes Governadores, começando com Halliday, até que a capital da Índia britânica se mudou para Deli. Depois disso tornou-se em residência oficial do Vice-Rei da Índia. 
Fala-se em visões sobrenaturais tanto no palácio como nos campos, com rumores do salão de baile sendo iluminado e de carruagens deslocando-se na estrada.
O complexo inclui, actualmente, no seu interior, duas habitações coloniais construídas pelo governo, uma para os empregados da Biblioteca Nacional da Índia, e a outra para os empregados do governo central.